# Polycycnis blancoi
Polycycnis blancoi är en orkidéart som beskrevs av Günter Gerlach. Polycycnis blancoi ingår i släktet Polycycnis och familjen orkidéer.
Artens utbredningsområde är Costa Rica. Inga underarter finns listade i Catalogue of Life.